# Klieken

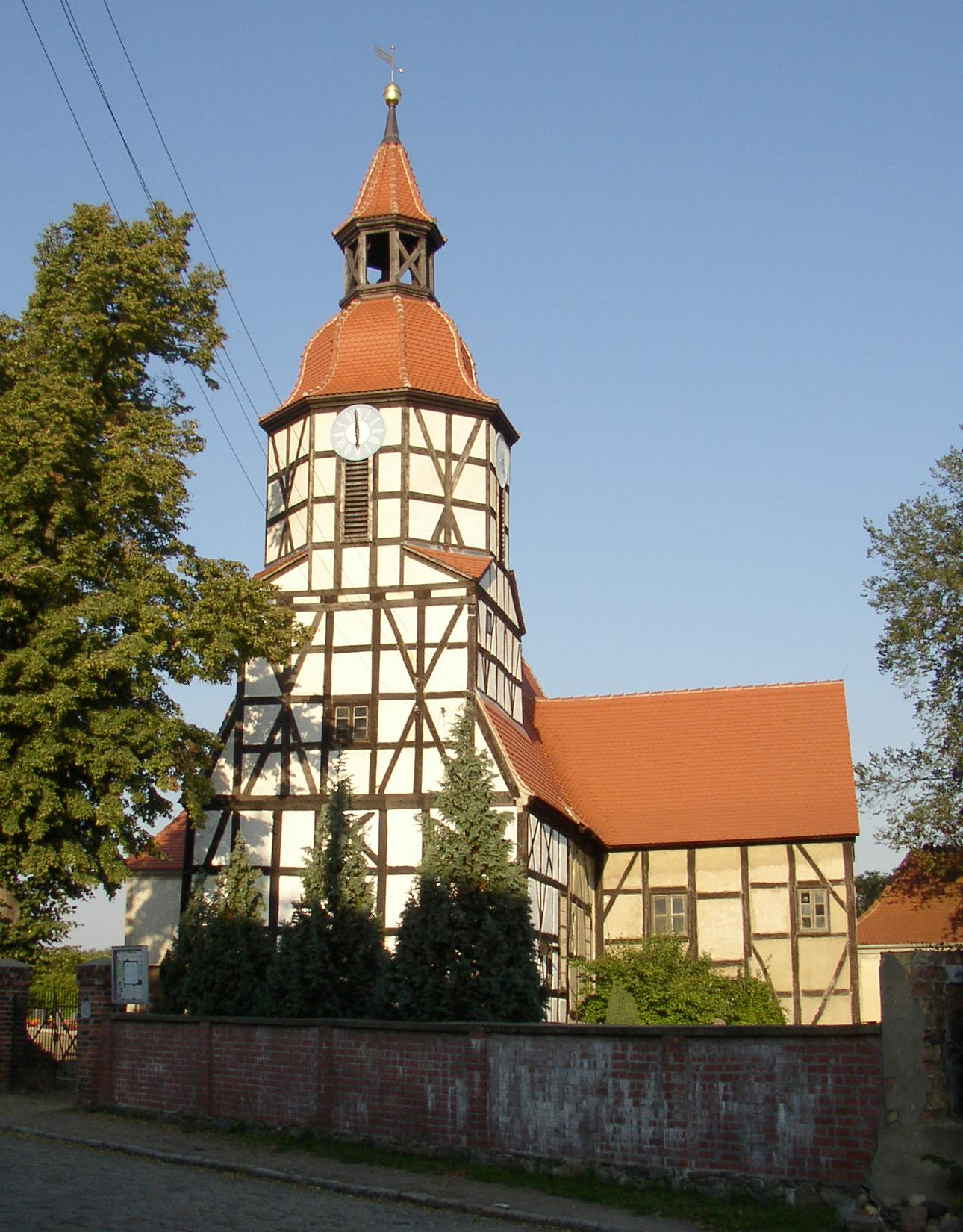
Kirche

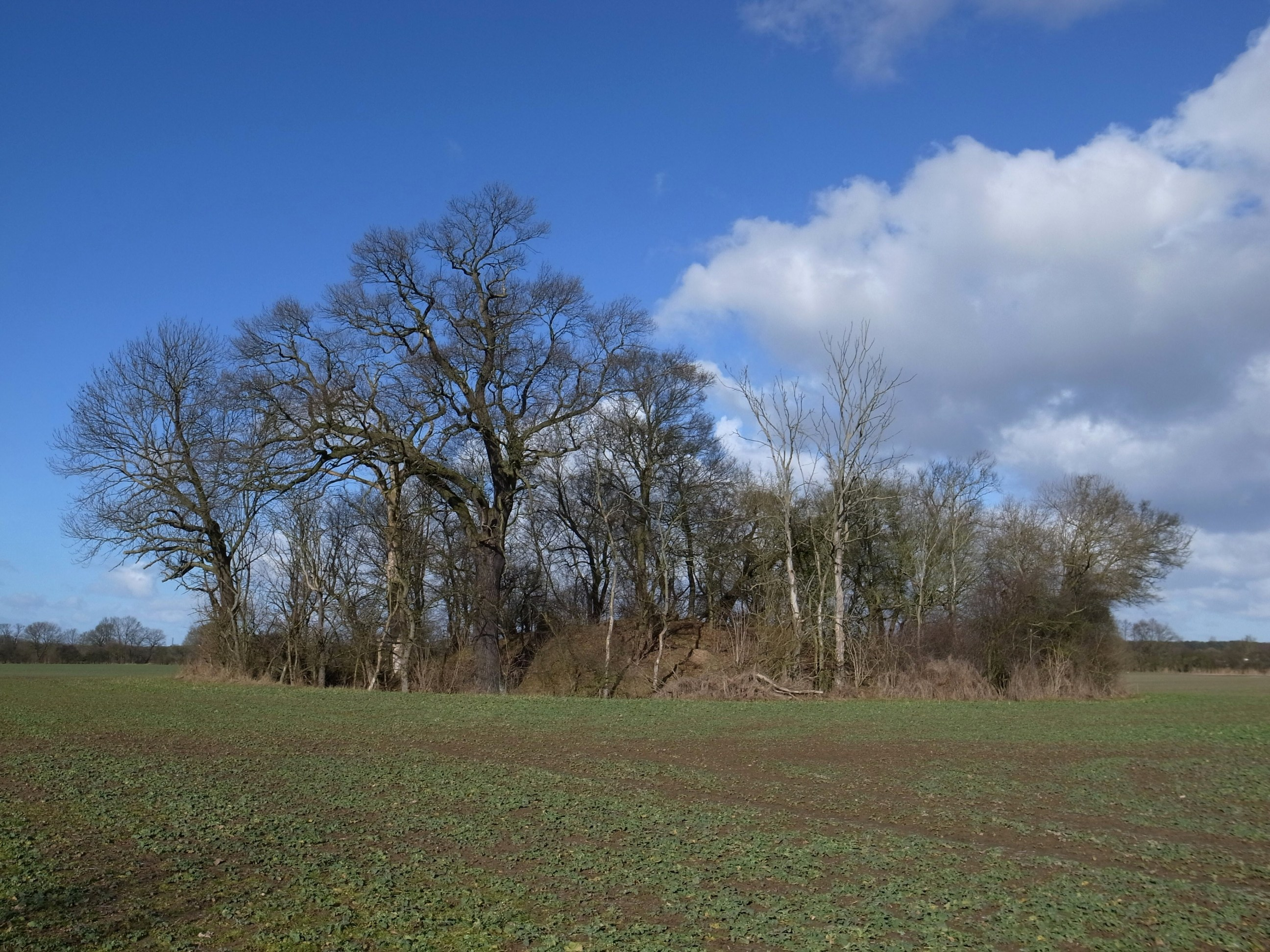
Die Kehlsburg bei Klieken. Überrest einer mittelalterlichen Burganlage

Klieken ist ein Ortsteil von Coswig (Anhalt) im Landkreis Wittenberg in Sachsen-Anhalt (Deutschland).

## Geografie
Klieken liegt am Rande der Kliekener Aue, eines flachen Ufergebietes, das von einer nach Süden ausladenden Elbeschlinge begrenzt wird. Die Städte Dessau-Roßlau und Lutherstadt Wittenberg befinden sich in unmittelbarer Nachbarschaft Kliekens.

## Geschichte
In Klieken gab es bis zur Bodenreform 1945 zwei Rittergüter (Unterhof und Oberhof), die über Jahrhunderte dem Adelsgeschlecht von Lattorff gehörten. Diese verfügten bis 1850 auch über die Gerichtsbarkeit, die im Patrimonialgericht Klieken verwaltet wurde. Letzter Pächter des Oberhofes war Alois Schmitz; letzter Besitzer des Unterhofes war General Richard Ernst Bernhard von Oppeln-Bronikowski, der mit Anna Auguste Ottilie Magdalena von Lattorff verheiratet war.
Klieken gehörte bis 1952 zum Landkreis Zerbst (bis 1945 in Anhalt, 1945 bis 1952 in Sachsen-Anhalt) und 1952 bis 1990 zum Kreis Roßlau im Bezirk Halle. Seit 1990 ist der Ort wieder Teil des Landes Sachsen-Anhalt (bis 1994 im Kreis Roßlau, 1994 bis 2007 im Landkreis Anhalt-Zerbst).
Am 1. Juli 2007 wurde die Gemeinde Klieken aufgrund einer Kreisgebietsreform vom Landkreis Anhalt-Zerbst in den Landkreis Wittenberg eingegliedert.
Klieken war bis zur Eingemeindung nach Coswig (Anhalt) am 1. März 2009 eine selbstständige Gemeinde.

## Politik

### Wappen
Das Wappen wurde am 10. April 2008 durch den Landkreis genehmigt.
Blasonierung: „Gespalten von Silber und Blau, vorn ein aus dem Schildrand wachsendes, allseitig anstoßendes, schwarzes Prankenhochkreuz, hinten auf der Plattform eines schwarz gefugten silbernen Zinnenturms mit einer Fensteröffnung ein silberner Storch mit schwarzer Flügeldecke und rotem Schnabel und Beinen, überhöht von zwei sechsstrahligen silbernen Sternen nebeneinander.“
Das schwarze Kreuz symbolisiert die über 550-jährige Zugehörigkeit des ehemaligen Ortsteils Buro zum Deutschen Orden (1258–1809). Der Storch soll einen Bezug zur Fruchtbarkeit der Kliekener und Buroer Aue herstellen. Die Zinnentürme im Wappen erinnern an eine fast vergessene alte Burganlage in der Kliekener Aue, der Kehlsburg. Die beiden Sterne sollen einen Bezug zu den beiden Orten der ehemaligen Gemeinde darstellen.
Das Wappen wurde vom Kommunalheraldiker Jörg Mantzsch gestaltet.

### Flagge
Die Flagge ist Blau - Silber (Weiß) gestreift und mittig mit dem Gemeindewappen belegt.

## Sehenswürdigkeiten
- Barocke Fachwerkkirche (Kreuzkirche) aus dem 17. Jahrhundert mit einem Turm von 1784. Im Jahr 1697 wurden der Kirche zu einem gotischen Altar zwei Altarflügel von 1515[3] geschenkt, die  beidseitig bemalt wurden und, wie im Rahmen der Recherche der am 21. Mai 2016 auf Arte gesendeten Folge Geheimakte Geschichte – Die Cranach-Connection nachgewiesen wurde, nicht von Lucas Cranach selbst, sondern aus der Werkstatt des Malers stammen.[4] Den vorreformatorischen „Annen-Altar mit den farbig gefassten Schnitzfiguren im Schrein und den gemalten Flügeln“ bezeichnete Gottfried Knapp in der Süddeutschen Zeitung als „bedeutsam“.[3] Die Flügel wurden im Mai 1980 gestohlen, 1990 in einem Bamberger Auktionshaus versteigert[5] und 2007 in einem Antiquitätengeschäft in Bamberg wiederentdeckt. Nach langwierigen Verhandlungen wurde ein Vergleich mit der Evangelischen Kirche Anhalts geschlossen und die Bilder zurückgekauft.[3] Die Altarflügel wurden restauriert und nach Einbau einer Einbruchsicherung in der Kirche sind die Gemälde seit dem 24. März 2013 wieder an ihrem angestammten Platz in der Kliekener Kirche.[6][7] In dem Gotteshaus befindet sich außerdem eine Orgel der berühmten Orgelbauerfamilie Zuberbier.

- Witwenhaus derer von Lattorff.

## Verkehr

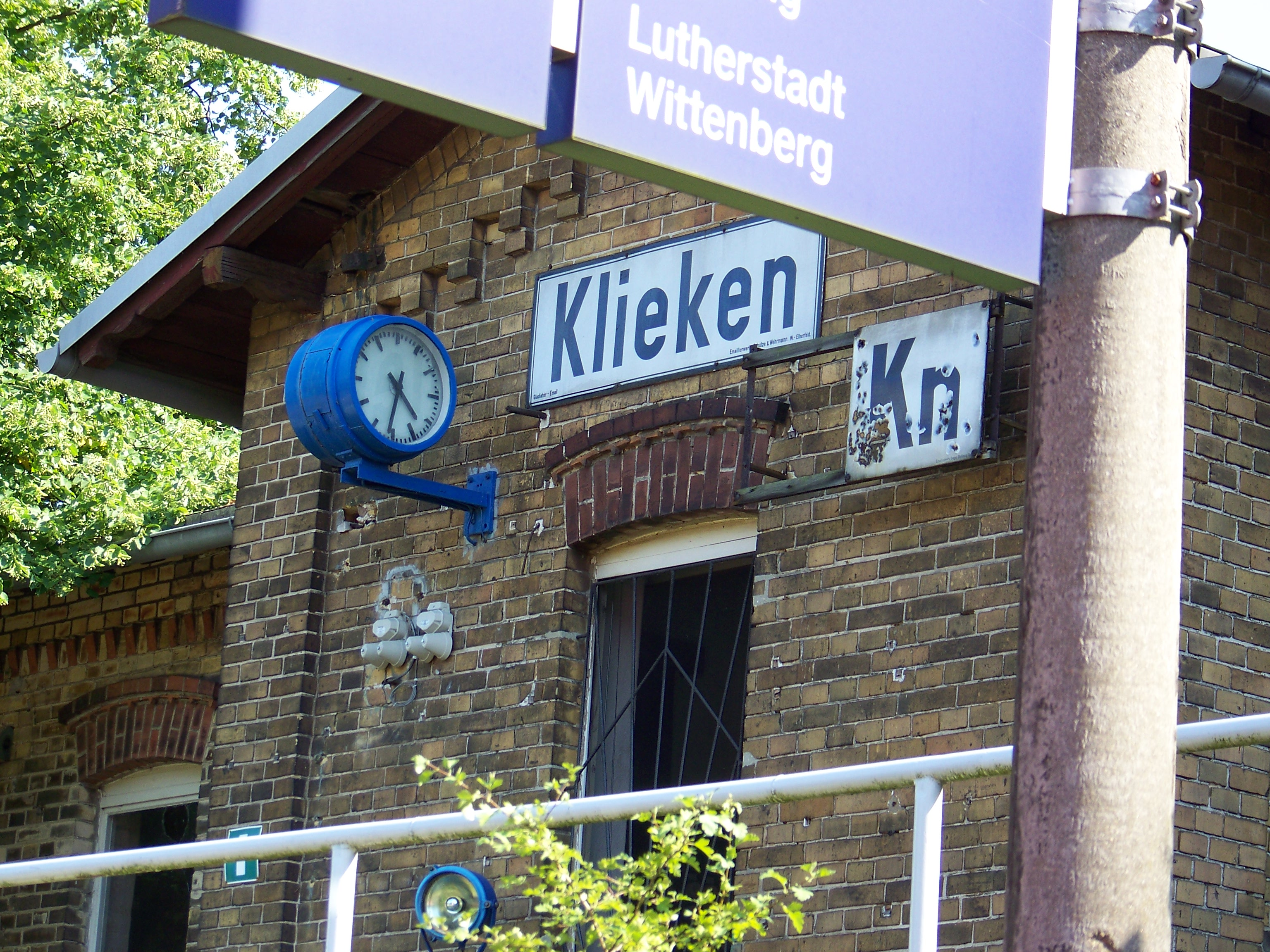
Haltepunkt Klieken

Die Bundesstraße 187 von Dessau-Roßlau nach Coswig (Anhalt) führt unmittelbar nördlich an Klieken vorbei.
Die Bahnstrecke Węgliniec–Roßlau hat einen Haltepunkt in Klieken, ebenfalls am nördlichen Rand des Ortsteils. Am Haltepunkt Klieken verkehren stündlich Regionalbahnen nach Dessau-Roßlau und weiter Richtung Halle (Saale) bzw. Leipzig sowie in Gegenrichtung nach Lutherstadt Wittenberg und weiter nach Annaburg.

## Persönlichkeiten
- Philipp Friedrich Lebrecht von Lattorff (1733–1808), preußischer Leutnantgeneral
- Johann Friedrich Eyserbeck (1734–1818), Hofgärtner
- Carl von Lattorf (1794–1870), Rittergutsbesitzer und Politiker
- Alfred von Lattorf (1832–1884), Gutsbesitzer und Abgeordneter
- Manfred Frühauf  (1950–2019), Geograf, Geoökologe und Leichtathlet